# Літературна премія імені Юрія Горліса-Горського

Юрій Горліс-Горський (30-ті роки ХХ ст.)

Літературна премія імені Юрія Горліса-Горського — премія за утвердження національних цінностей у житті українського народу, започаткована в 2012 році.
Фундатором премії став президент Історичного клубу «Холодний Яр» Роман Коваль, а співзасновниками — головний редактор газети «Козацький край» Олег Островський та редакція газети «Незборима нація».
Премія вручається щорічно на Покрову. Грошова частина премії в різні роки може бути різною і визначається засновниками приватної премії.
В 2012 році розмір премії в гривневому еквіваленті становив 5000 грн.

## Лауреати

### 2012
- Першим лауреатом Літературної премії імені Юрія Горліса-Горського став видатний український письменник Михайло Іванченко за (як записано в дипломі № 1): « … роман-хроніку „Дума про Вільних козаків“, краєзнавчі дослідження, вагомий особистий внесок у відродження історичної пам'яті та духовності українського народу, фундаментальне дослідження Визвольного руху українського народу в 1917–1920-х роках, утвердження національних цінностей у житті українського народу».

### 2013
- Костянтин Завальнюк — головний архівіст Державного архіву Вінницької області за дослідження «Провісники волі», «Як на вільне, на радісне свято», «Червоний смерч над Поділлям», «Незламні. Ямпільці в обороні державності: 1917—1925», «Яків Гальчевський у документах», за вагомий особистий внесок у відродження історичної пам'яті та духовності українського народу, фундаментальне дослідження Визвольного руху українського народу в 1917 — 1920-х роках, утвердження національних цінностей у житті українського народу.

### 2014
- Кобзар Тарас Силенко. У дипломі написано: «Присуджено Тарасові Вікторовичу Силенку за популяризацію української визвольної пісні, за створення циклу пісень Визвольної боротьби ХХ ст., зокрема таких творів: „Пісня про отамана Зеленого“, „Пам'яті Василя Чучупака“, „Пісня про отамана Івана Савченка-Нагірного“, „Козацька колискова“, „Пісня про отаманів Соколовських“, „Піхотинець“, „Ромен жовтий, цвіт ружовський“, „Роковини“ (на слова отамана Ананія Волинця), „Як рушали козаченьки“, „Пісня про отамана Хмару“ та інші, за вагомий особистий внесок у відродження історичної пам'яті та духовності українського народу, утвердження національних цінностей у житті українського народу».

### 2015
- Ольга Страшенко — українська письменниця, бібліотекар, літературознавець, член НСПУ — за популяризацію української визвольної поезії, за створення циклу поезії Визвольної боротьби ХХ ст., зокрема таких творів: «Міхновський», «Бандура Михайла Теліги», «Чернігівський отаман Іван Галака», «Дівчина-отаман (Маруся Соколовська)», «Сірожупанник з Кубані Василь Прохода», «Іполит Хмара», «Микола Кібець-Бондаренко», «Повстання у Лук'янівській в'язниці 9 лютого 1923 р.», а також віршів про отаманів Зеленого, Орлика, Ілька Струка, Чорного Ворона (Миколу Скляра), Юрка Тютюнника, Василя Чучупака, Михайла Гаврилка, Івана Ремболовича, медвинських повстанців, полуботківців та інших, за вагомий особистий внесок у відродження історичної пам'яті та духовності українського народу (посмертно).

### 2016
- Володимир Караташ — член ОУН з 1943 р., за книжку споминів «На барикадах Кенгіра».

### 2017
- Кулеметник дивізії «Галичина» Леонід Муха — за участь у Визвольній боротьбі та висвітлення її у своїх творах і виступах, за популяризацію Визвольної ідеї, написання спогадів «Від Австрії до Колими» та за вагомий особистий внесок у відродження історичної пам'яті й духовності українського народу, утвердження національних цінностей у житті українського народу.

### 2018
- Олекса Різників — член Національної спілки письменників України, багатолітній борець за волю України.[1]
- Олександр Панченко — голова вченої ради Інституту УВК, доктор права, приват-доцент Українського вільного університету (Мюнхен), член Національної спілки журналістів України та Національної спілки краєзнавців України, автор 18 книг публіцистики та україністики, упорядник 21 книги споминів і збірок статей діячів Національно-визвольного руху та військовиків.[2]

### 2019
- Народний артист України Тарас Компаніченко — за популяризацію української визвольної пісні, за створення циклу пісень доби Української революції 1917—1921 років та з нагоди 50-ліття.

### 2020
- Марко Мельник — «за участь у Визвольній боротьбі в лавах батальйону „Азов“ у 2014—2015 рр., за книгу спогадів „Жадання фронту“, за популяризацію Української визвольної ідеї — видання серії книг про Визвольну боротьбу, за вагомий особистий внесок у відродження історичної пам'яті та духовності, утвердження національних цінностей у житті українського народу та з нагоди 30-ліття».

### 2021
- Євген Букет — «за серію книг про Національно-визвольне повстання 1768—1770 років: „Іван Бондаренко — останній полковник Коліївщини“ (Київ, 2014), „Швачка — фенікс українського духу“ (Київ, 2016), „Коліївщина: право на повстання“ (Київ, 2020), „Семен Неживий — лицар Холодного Яру“ (Київ, 2020), за вагомий особистий внесок у відродження історичної пам'яті та духовності, утвердження національних цінностей у житті українського народу та з нагоди 30-ліття відновлення Самостійної України і 40-ліття від дня народження».[3]

### 2022
- Василь-Живосил Лютий — «за популяризацію визвольної пісні, за створення циклу пісень Визвольної боротьби, зокрема таких творів: „Меч Арея“, „Мчать козаки“, „Холодний Яр“ (на сл. Володимира Бровченка), „Гайдамаки“ (на сл. Тараса Шевченка), „Славень Волі“ (на сл. Івана Франка), „Перуниця“, „Похідна козацька“, „Донецький аеропорт“, „Чорний орел Мазепи“ (на сл. Юрія Липи), „Вечірня молитва“ (на сл. Юрія Дарагана), „Чин жертви“ (на сл. Юрія Клена), „Мономах“ (на сл. Павла Филиповича), „Сивий вітер плаче“ (на сл. Володимира Даника) та інших, за вагомий особистий внесок у відродження історичної пам'яті та духовності українського народу, утвердження національних цінностей та участь у Визвольній боротьбі українського народу в лавах ЗСУ».[4]

### 2023
- Фронтмен гурту «Тінь Сонця» Сергій Василюк — за створення і популяризацію української рок-музики, сповненої національної ідентичності, героїки та генетичної пам'яті, за створення циклу пісень, які вже понад два десятиліття виховують українську молодь та сприяють плеканню національної гідності, зокрема таких творів: «Вишневий садок», «Ніколи не плач», «Народна війна», «Громом і вогнем», «Останні ночі без тебе», «Осокори», «У цьому полі, синьому, як льон» (на слова Василя Стуса), «Новий світанок» (на слова Юрія Руфа), «За Вкраїну-неньку» (на слова Василя Ковтуна), «Козача могила» (спільно з Костянтином Науменком), «Дикі гуси» та інші, за вагомий особистий внесок у відродження історичної пам'яті та духовності українського народу, утвердження національних цінностей у житті українського народу та з нагоди 40-річчя[5].